# Sabino
Pour les articles homonymes, voir Sabino (homonymie).
Robe du cheval
Sabino est une couleur de robe du cheval, caractérisée par la présence de marques blanches étendues et irrégulières sur la tête, le bas des membres, et parfois sur le ventre. Elle appartient au groupe des robes pie. L'allèle dit Sabino 1 (SB-1), découvert en 2005, peut être identifié grâce à des tests génétiques. SB-1 n'est cependant responsable que d'une partie des phénotypes qualifiés de sabino, une autre partie de ces phénotypes résultant de différentes mutations dites blanc dominant (W).
Le sabino SB-1 existe notamment chez les chevaux de race Barbe, Marwari, Noriker, Tennessee Walker, miniature, Quarter Horse, Paint Horse, Mustang et Aztèque. Les chevaux de race Arabe, Pur-sang, Standardbred, Trait belge, Shire et Clydesdale décrits comme de phénotype sabino expriment d'autres variants génétiques.

## Terminologie

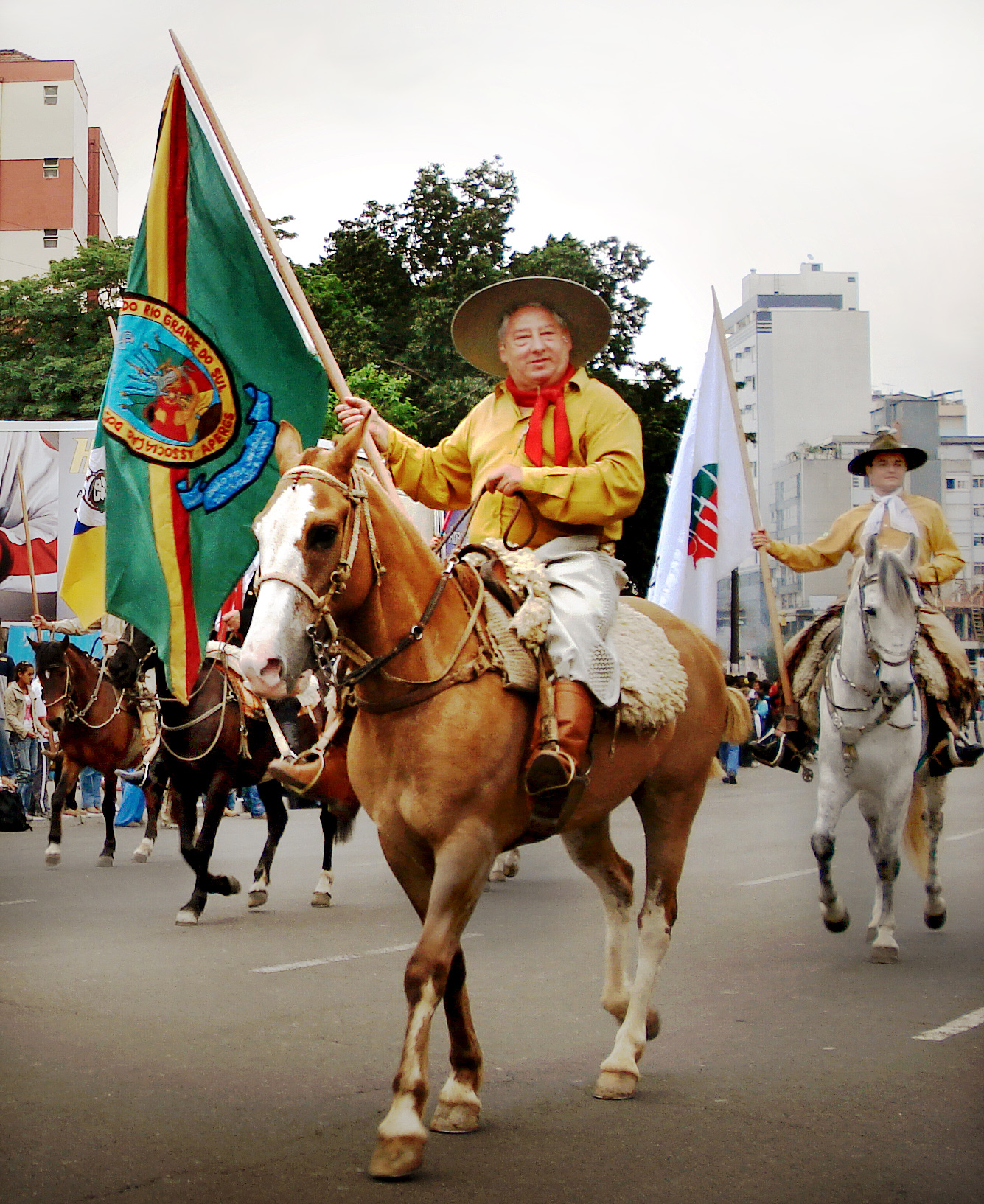
Cheval alezan sabino, monté par un Gaucho brésilien.

Le mot « sabino » est d'origine espagnole, et signifie littéralement « rouan » ou « alezan clair », ce qui laisse à penser qu'il a originellement désigné des chevaux alezans porteurs d'un mélange de poils blancs (rouannage).
Il existe une confusion dans l'emploi du terme de « sabino », ce nom ayant originellement été employé pour désigner un phénotype de chevaux, sans savoir quels gènes sont exprimés, ni si plusieurs génotypes pouvaient donner un phénotype semblable. Si le premier gène découvert a été dénommé Sabino 1, l'implication d'autres gènes donnant un phénotype sabino, mais rattachés au blanc dominant, a apporté de la confusion.

## Description

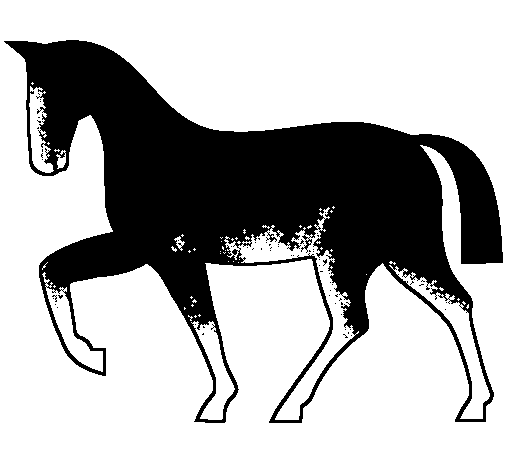
Représentation schématique de la robe sabino.

Le sabino fait partie des robes du cheval à plages blanches, nommées robes pie en français. Le sabino se caractérise par la présence de nombreux poils blancs sur la tête et les membres, pouvant remonter sur les flancs, avec des bords peu nets entre blanc et couleur, et quelques crins blancs. D'après Brooks et Bailey, un cheval doit présenter trois à quatre des caractéristiques suivantes pour être décrit comme sabino : 
- au moins deux pieds et jambes de couleur blanche ;
- une large liste en tête de couleur blanche ;
- des délimitations irrégulières de ces marques blanches ;
- des marques blanches ou du rouannage au milieu du corps.

L'extension du blanc peut varier de l'expression d'une large liste en tête et de hautes balzanes, jusqu'à un cheval presque totalement blanc. Brooks et Bailey  précisent aussi que ces taches blanches s'étendent souvent jusqu'au ventre et à la section médiane de l'animal, soit sous forme de zones distinctes de poils blancs, soit sous celle d'une dispersion diffuse de poils blancs, ressemblant à du rouan.
La disposition des zones dépigmentées chez un cheval sabino est similaire à celle des êtres humains touchés par le piébaldisme.
Les yeux bleus ne constituent pas une caractéristique associée au sabino, bien que des chevaux testés SB-1 puissent avoir des yeux bleus en raison de l'influence d'autres gènes.

## Histoire

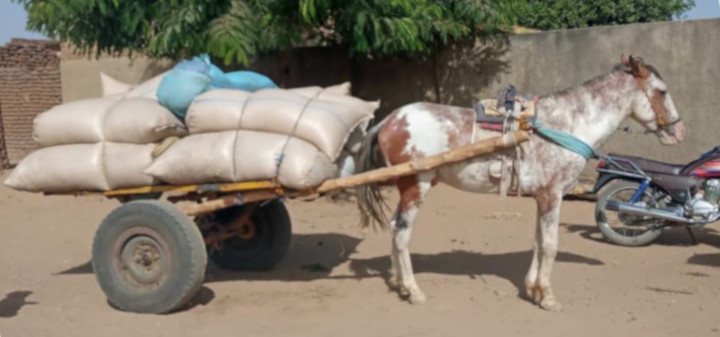
Cheval de traction tchadien phénotypiquement sabino, avec une autre forme de robe pie additionnelle possible.

La première mutation génétique responsable d'une robe phénotypiquement sabino a été identifiée en 2005 par deux chercheurs américains de l'Université du Kentucky, Ernest F. Baileys et Samantha Brooks,. Sachant qu'il existe de nombreux autres gènes candidats impliqués pour donner une robe phénotypiquement sabino, ces chercheurs proposent que les allèles encore à découvrir soient nommés Sabino 2, Sabino 3, etc,.
Cependant, les autres mutations du gène Kit responsables de plages blanches irrégulières et héritées de manière dominante chez le cheval ont toutes été rattachées au blanc dominant (dominant white, W), rendant très improbable la découverte à venir d'un allèle SB-2. Il est difficile de savoir pourquoi l’appellation « Sabino » a été abandonnée par les chercheurs scientifiques.

## Fonctionnement génétique

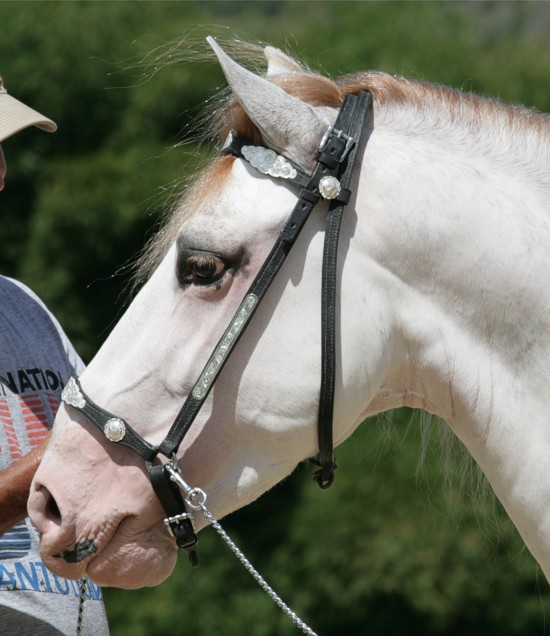
Tête d'un Paso Fino portoricain sabino-white (SB-1 homozygote).

En raison de l'existence de mutations similaires chez l'être humain et le cochon, les allèles responsables de la robe sabino ont été recherchés sur le gène Kit : une mutation de ce gène est responsable d'autres robes à poils blancs, telles que le rouan, le tobiano, et le blanc dominant.
Une variante responsable de la robe sabino chez le cheval découle d'une mutation de l'intron n°16 du gène Kit du cheval ; cet allèle a été nommée SB-1, pour « Sabino 1 »,. Il s'agit d'une transmission autosomique dominante. SB-1 peut être détecté via des tests génétiques.
Il existe des indices solides en faveur de ce que la version homozygote de SB-1 donne un phénotype avec une grande quantité de blanc, nommé en anglais sabino-white (sabino-blanc) : les poulains homozygotes SB-1 naissent avec plus de 90 % de poils blancs sur le corps. Cette version homozygote est vraisemblablement évolutive, les homozygotes SB-1 finissant par devenir presque totalement blancs.
| Mère    | Père                  | Père                          | Père              |
| ------- | --------------------- | ----------------------------- | ----------------- |
|         | SB1/SB1               | SB1/+                         | +/+               |
| SB1/SB1 | 100% SB1/SB1          | 50% SB1/SB1 50% SB1/+         | 100% SB1/+        |
| SB1/+   | 50% SB1/SB1 50% SB1/+ | 25% SB1/SB1 50% SB1/+ 25% +/+ | 50% SB1/+ 50% +/+ |
| +/+     | 100% SB1/+            | 50% SB1/+ 50% +/+             | 100% +/+          |

D'après Samantha Brooks, le gène responsable du phénotype sabino des chevaux de trait diffère de Sabino 1 en ce qu'il semble être dominant, et ne donne pas de phénotype sabino-white dans sa version homozygote. 

## Fréquence

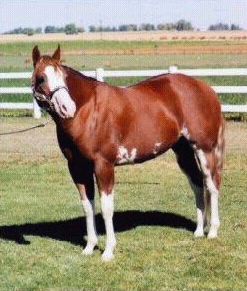
Cheval alezan sabino SB-1 testé.

La plus ancienne attestation de l'expression de ce gène remonte à environ 3 000 ans, en Europe de l'Est.
SB-1 a été initialement identifié, en 2005, chez des chevaux américains de race Tennessee Walker, miniature, Quarter Horse, Paint Horse, Missouri Fox Trotter, Mustang, Shetland, et Aztèque. Au moins un Quarter Horse a été identifié comme porteur de SB-1, ce qui laisse à penser que cette variante génétique puisse être plus largement présente chez cette dernière race. En 2016, une nouvelle étude sur des chevaux pie permet de déterminer que 1,4 % d'entre eux sont porteurs de sabino SB-1, avec des chevaux de race Barbe, poney du Darfour, poney de Khartoum, et Marwari. En 2018, une troisième étude portant sur SB-1 et les mutations SW permet de détecter SB-1 chez les races Lipizzan, Haflinger et Noriker.
SB-1 n'a jamais été détecté chez des races de chevaux connues pour présenter un phénotype sabino, telles que le Clydesdale, le Shire,  l'Arabe, le Pur-sang, le Standardbred et le Trait belge,. En particulier, le phénotype sabino des chevaux arabes semble de nature polygénique.

## Confusions et additivité

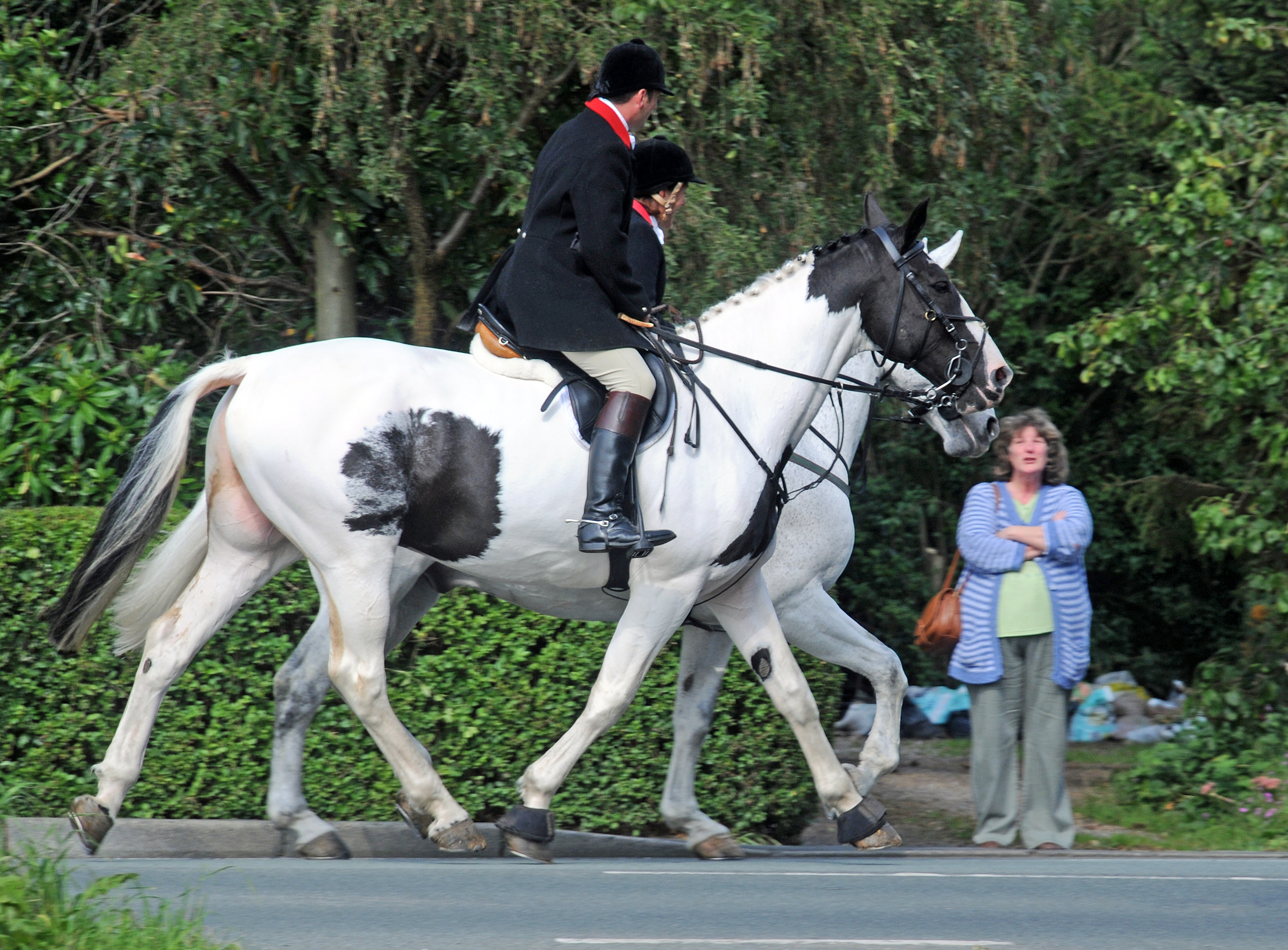
Cheval présentant des traits sabino additionnés à une autre forme de robe pie.

Le sabino peut être additif avec d'autres gènes responsables de formes de robes pie, les chevaux concernés apparaissant très blancs en raison de cette additivité. Ces robes additives peuvent être nommées « tovero », consistant dans une addition entre le pie tobiano et une autre forme de pie, habituellement overo ou sabino.
Le sabino peut aussi être confondu avec d'autres formes de robes pies, par exemple le frame overo, en particulier dans une forme minimale.

## Santé
Au contraire de la robe overo frame, le sabino ne provoque pas le syndrome du poulain blanc, mortel, dans sa version homozygote, en effet, le frame est causé par la mutation Ile118Lys sur le gène ETB (en).